# Jean-Baptiste Gabriel Béraud
Pour les articles homonymes, voir Béraud.
Jean-Baptiste Gabriel Béraud, né le 16 septembre 1772 à Laleu (Charente-Maritime) et mort le 11 février 1833 à Laleu, est un homme politique français.

## Biographie
Propriétaire et maire de Laleu, il est député de la Charente-Maritime de 1830 à 1831, siégeant dans la majorité soutenant la Monarchie de Juillet.
Il épouse la fille du baron Alquier.

## Source
- « Jean-Baptiste Gabriel Béraud », dans Adolphe Robert et Gaston Cougny, Dictionnaire des parlementaires français, Edgar Bourloton, 1889-1891 [détail de l’édition]